# Syeda Anwara Taimur
Syeda Anwara Taimur (Assamesisch: চৈয়দা আনোৱাৰা টাইমূৰ, Bengalisch: সৈয়দা আনোয়ারা তৈমূর, Hindi: सैयदा अनवरा तैमूर, Malayalam: അൻവാറാ തൈമൂർ, Marathi: अन्वरा तैमूर, Santali: ᱥᱚᱭᱭᱚᱫᱽ ᱟᱱᱣᱟᱨᱟ ᱛᱚᱭᱢᱩᱨ, Tamil: அன்வரா தைமூர்; * 24. November 1936 in Assam, Britisch-Indien; † 28. September 2020 in Australien) war eine indische Politikerin des Indischen Nationalkongresses (INC), die unter anderem von 1980 bis 1981 als erste und bislang einzige Frau Chief Minister von Assam war. Ferner war sie zwischen 1988 und 1990 sowie erneut von 2004 bis 2010 Mitglied der Rajya Sabha, des Oberhauses des Parlaments (Bhāratīya Sansad). Nach ihrem Austritt aus dem INC trat sie 2011 der All-Indischen Vereinigten Demokratischen Front AIUDF (All India United Democratic Front) bei.

## Leben
Syeda Anwara Taimur, Tochter von Syed Yusuf Ali, absolvierte ein Studium an der Aligarh Muslim University (AMU), welches sie mit einem Master of Arts (M.A.) beendete. Nach Abschluss des Studiums wurde sie 1956 Lektorin für Wirtschaftswissenschaften an dem zur Dibrugarh University gehörenden Devicharan Barua Girls’ College in Jorhat. 1972 wurde sie für den Indischen Nationalkongress (INC) erstmals Mitglied der Assam Legislative Assembly, des Parlaments des Bundesstaates, und gehörte diesem nach ihren Wiederwahlen 1978 und 1983 bis 1985 an. Sie bekleidete in der Regierung von Chief Minister Sarat Chandra Sinha zwischen 1974 und 1977 das Amt als Bildungsministerin.
Nach dem Ende einer Präsidialregierung (President’s rule) zur Verwaltung des Bundesstaates wurde sie am 12. Dezember 1980 als erste und bislang einzige Frau selbst Chief Minister von Assam und bekleidete dieses Amt bis zum 28. Juni 1981, woraufhin erneut eine President’s rule eingerichtet wurde. Ihre kurze Regierungszeit und die Einsetzung von Präsidialregierungen war geprägt von den Aktionen der Assam-Bewegung, eine ethnisch-nationalistische Massenbewegung im  Bundesstaat Assam in den Jahren 1979 bis 1985. Die Bewegung wurde wesentlich von assamesischen Studenten getragen, richtete sich gegen die Einwanderung von Bengalen aus dem benachbarten Bangladesch nach Assam und die damit verbundene, gefühlte Überfremdung. Im Verlauf der Bewegung kam es zur massiven Störung der öffentlichen Ordnung in Assam und zu gewalttätigen Ausschreitungen. Sie fungierte später im Kabinett von Chief Minister Hiteshwar Saikia zwischen 1983 und 1985 als Ministerin für öffentliche Arbeiten.
Am 5. November 1988 wurde Anwara Taimur Mitglied der Rajya Sabha, des Oberhauses des Parlaments (Bhāratīya Sansad), und gehörte dieser bis zum 8. Mai 1990 an. 1991 wurde sie abermals Mitglied der Legislativversammlung von Assam, der sie für eine vierte Wahlperiode bis 1996 angehörte. Während dieser Zeit war sie im zweiten Kabinett von Chief Minister Hiteshwar Saikia zwischen 1991 und 1996 Landwirtschaftsministerin sowie Ministerin für Angelegenheiten der Haddsch und der Waqf. Am 3. April 2004 wurde sie abermals Mitglied der Rajya Sabha und gehörte dieser bis zum 2. April 2010 an. Sie war während dieser Zeit Mitglied zahlreicher Ausschüsse sowie Vorsitzende des Ausschusses für Tischvorlagen. Nach ihrem Austritt aus dem INC trat sie 2011 der All-Indischen Vereinigten Demokratischen Front AIUDF (All India United Democratic Front) bei.
Taimur machte 2018 Schlagzeilen, als ihr Name nicht im Nationalen Einwohnermelderegister (National Register of Citizens) in Assam enthalten war. Später teilte sie mit, dass ihre Familienangehörigen möglicherweise keinen Antrag auf Aufnahme ihres Namens in die Liste gestellt hätten. Aus ihrer Ehe mit Muhibuddin Taimur gingen ein Sohn und zwei Töchter hervor. Vor ihrem Tode infolge von Herzversagen lebte sie seit 2016 bei ihrem Sohn in Australien.